# Ansitz Goldegg

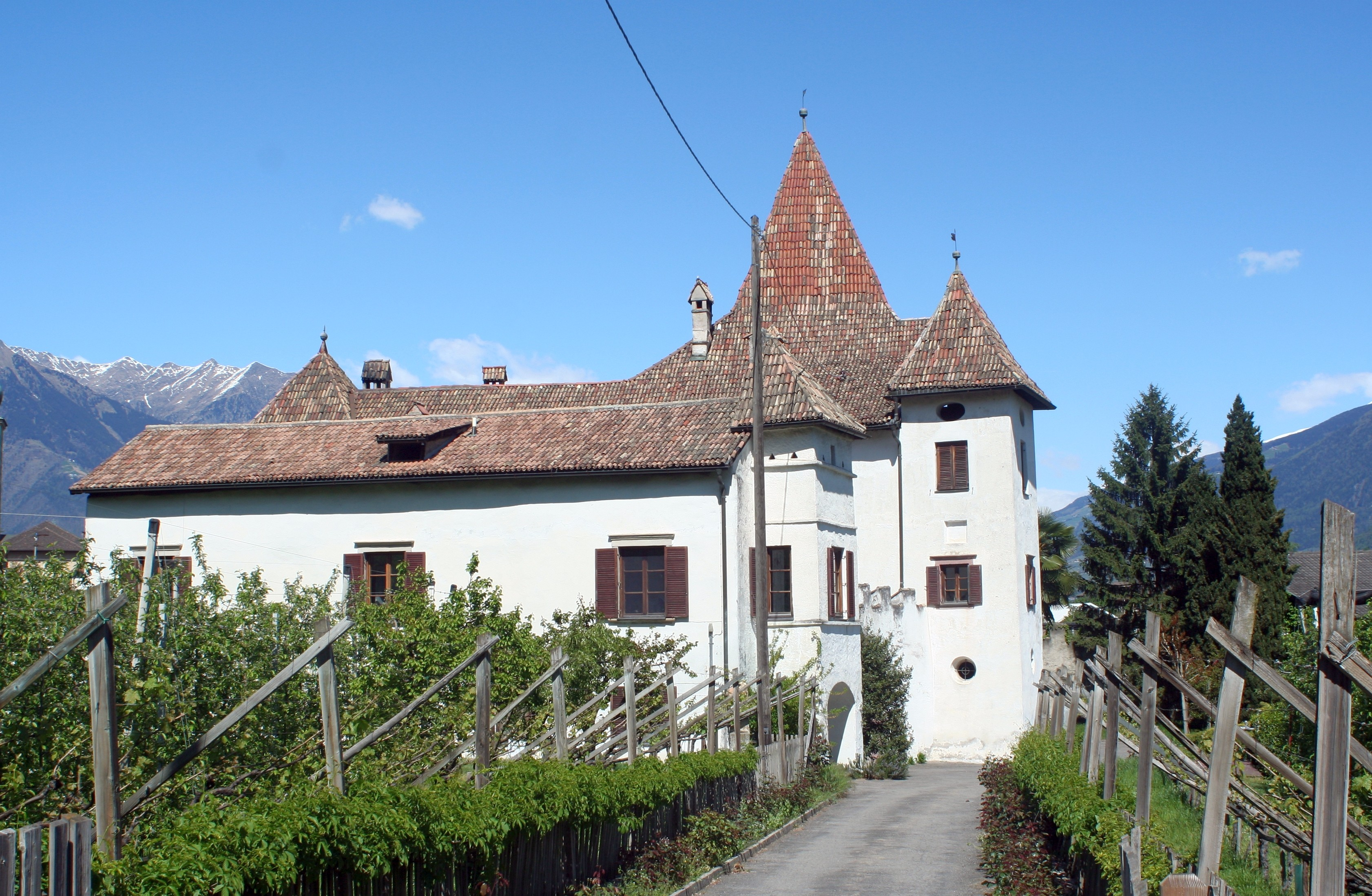
Ansitz Goldegg, Seitenansicht

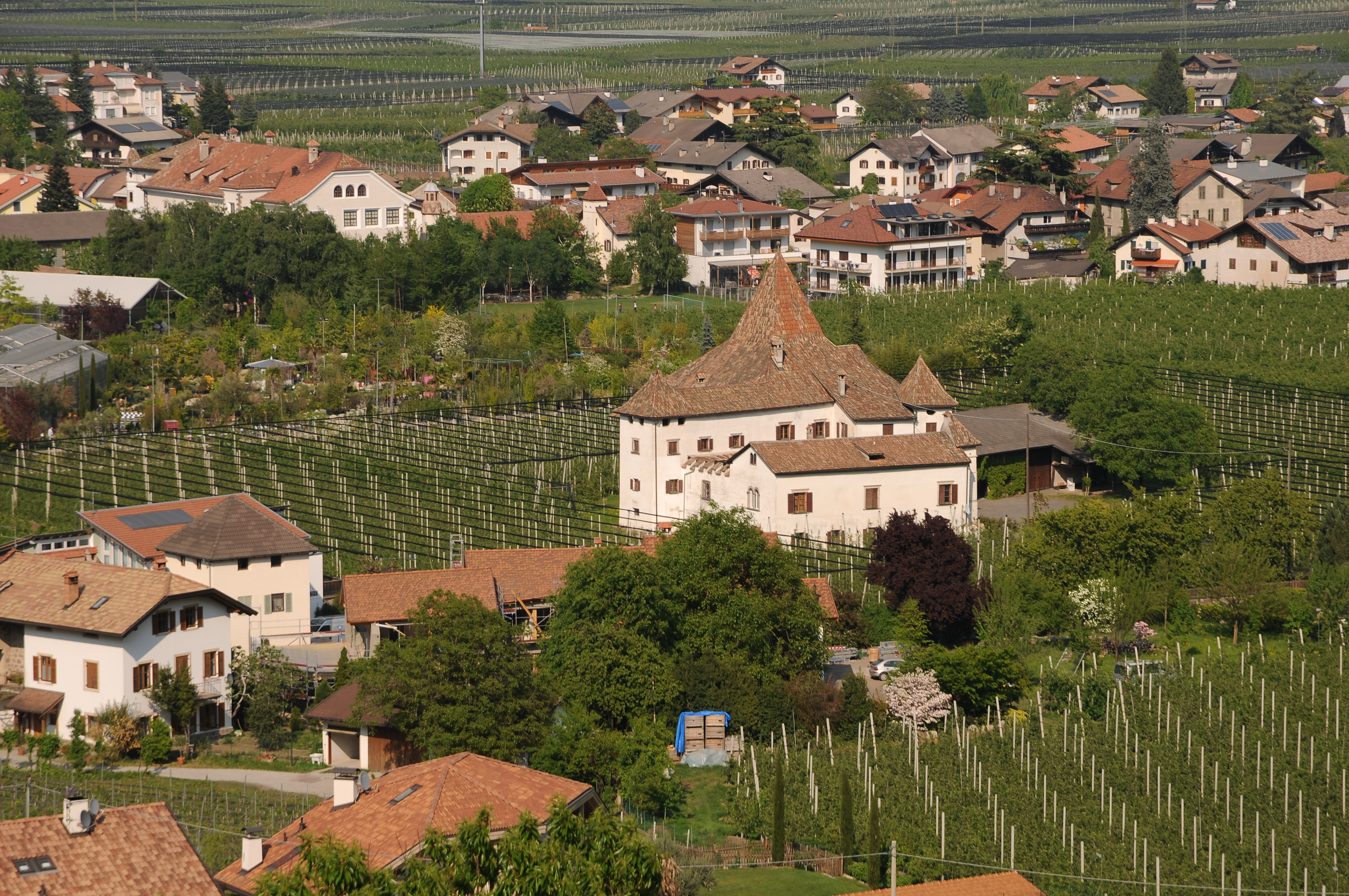
Ansitz Goldegg, vom Waalweg aus gesehen

Der Ansitz Goldegg ist ein geschütztes Baudenkmal der Marktgemeinde Lana in Südtirol.

## Geschichte
Vermutlich als Dorfburg errichtet, datieren die Anfänge der Anlage auf das 13. Jahrhundert. Der seit jeher mit adeligen Freiheiten versehene Ansitz hatte ursprünglich den Namen Greifenturm und befand sich in Besitz der  Herren von Greif. Durch die Ehe der Erbtochter Margarete von Greif mit Konrad Goldegg im Jahre 1370 gelangte das Anwesen in die Hände der (älteren) Herren von Goldegg. Der Sohn von Dorothea geb. von Goldegg, Erasmus Gerhard von Kestlan verkaufte 1446 das sogenannte "Gesäß" an Leonhard Goldegger (1386–1463) genannt der Gartscheider von Mitterhof zu Pawigl, Stammvater der jüngeren Linie der Ritter von Goldegg zu  Lindenburg. 1580 wurde Goldegg für die Brüder Paul, Thomas, Jakob und Leonhard Goldegger von und zu Goldegg erneut zum adeligen gefreiten Besitz erklärt. 1725 veräußerte Hans Ritter von Goldegger, Rat des Tiroler Landesfürsten Erzherzog Ferdinand Karl, das Anwesen an das Benediktinerkloster Marienberg. Durch die Säkularisation und Auflösung des Klosters durch die bayerische Landesverwaltung 1807 gelangte Goldegg samt Weingütern durch Versteigerung in bäuerlichen Besitz. Zu der Anlage gehörte ursprünglich eine Kapelle, die wegen ihres ruinösen Bauzustandes abgerissen wurde. Zeitweise versuchte die Familie Goldegg zu Lindenburg vergeblich ihren Stammsitz zurückzuerwerben. Am 20. November 1950 erfolgte die Unterschutzstellung. 

## Beschreibung
Der Bau besitzt einen mittelalterlichen Bergfried sowie eine Ringmauer mit Rundbogentor aus dem 13. Jahrhundert. Die Wohntrakte stammen aus dem 16. bis 17. Jahrhundert. Im Innenhof befindet sich eine gemauerte Freitreppe sowie eine Schulterbogentür mit Steinrahmung.